# Lene Rantala
Pour les articles homonymes, voir Rantala.
Lene Rantala, née le 10 août 1968 à Copenhague, est une ancienne handballeuse danoise évoluant au poste de gardienne de but. 
Avec l'équipe du Danemark, elle participe notamment aux jeux olympiques de 1996 et 2000 où elle remporte deux médailles d'or,.
Après avoir été championne d'Europe en 1994 puis en 1996, le titre de championne du monde qu'elle remporte en 1997 lui permet ainsi d'avoir une médaille d'or dans chacune des trois compétitions majeures. Elle sera encore championne d'Europe en 2002.
En 2011, alors que, paradoxalement, elle n'a jamais été élu meilleure gardienne d'une compétition internationale, elle est nommée à l'élection de la meilleure gardienne de but de tous les temps par un vote de fans. Avec 1,36% des votes, elle obtient en 3e place derrière Luminiţa Dinu-Huţupan (94%) et Cecilie Leganger (4,03%) et devant Tatjana Dschandschgawa (0,84%).
En 2014, à 45 ans et après 17 ans à Larvik HK, elle met un terme à sa longue carrière.
Après sa retraite, elle reste dans le club de Larvik où elle prend le poste d'entraîneur des gardiennes.

## Palmarès

### Club
compétitions internationales 
- vainqueur de la Ligue des champions (1) en 2011 (avec Larvik HK)
- vainqueur de la coupe des vainqueurs de coupe (2) en 2005 et 2008 (avec Larvik HK)
- finaliste de la Ligue des champions en 2013 (avec Larvik HK)
- finaliste de la coupe des vainqueurs de coupe en 2009 (avec Larvik HK)

 compétitions nationales 
- championne de Norvège (14) en 2000, 2001, 2002, 2003, 2005, 2006, 2007, 2008, 2009, 2010, 2011, 2012, 2013 et 2014 (avec Larvik HK)
- vainqueur de la coupe de Norvège (12) en 1998, 2000, 2003, 2004, 2005, 2006, 2007, 2009, 2010, 2012, 2013 et 2014 (avec Larvik HK)

### Sélection nationale
Jeux olympiques d'été
- médaille d'or aux Jeux olympiques de 1996 à Atlanta
- médaille d'or aux Jeux olympiques de 2000 à Sydney

championnats du monde
- vainqueur du championnat du monde 1997
- finaliste du championnat du monde 1993
- troisième du championnat du monde 1995

championnats d'Europe
- vainqueur du championnat d'Europe 1994
- vainqueur du championnat d'Europe 1996
- vainqueur du championnat d'Europe 2002
- finaliste du championnat d'Europe 1998

autres
- début en équipe du Danemark le 14 mars 1991

### Distinction personnelle
- gardienne de l'année 2007 de la ligue norvégienne
- nommée à l'élection de la meilleure gardienne de but de tous les temps par un vote de fans[6] (3e place avec 1,36% des votes)